# تام کانوی
تام کانوی (انگلیسی: Tom Conway؛ ‏ ۱۵ سپتامبر ۱۹۰۴ – ۲۲ آوریل ۱۹۶۷) یک هنرپیشه اهل بریتانیا بود.
از فیلم‌های او می‌توان به دادگاه جنایی اشاره کرد.